# ماکی هوریکیتا
ماکی هوریکیتا (انگلیسی: Maki Horikita؛ زاده ۶ اکتبر ۱۹۸۸) یک هنرپیشه اهل ژاپن است. 